# East Lake-Orient Park
East Lake-Orient Park ist  ein census-designated place (CDP) im Hillsborough County im US-Bundesstaat Florida. Das U.S. Census Bureau hat bei der Volkszählung 2020 eine Einwohnerzahl von 28.050 ermittelt.

## Geographie
East Lake-Orient Park grenzt im Westen direkt an Tampa und bildet mit der Stadt einen urbanen Raum. Der CDP wird von der Interstate 4, den U.S. Highways 301 (SR 43) und 92 (SR 600) sowie der Florida State Road 583 durchquert bzw. tangiert.

## Geschichte
Der Ort erhielt am ehemaligen Haltepunkt Orient durch die South Florida Railroad im Jahr 1884 erstmals Anschluss an das Eisenbahnnetz.

## Demographische Daten
Laut der Volkszählung 2010 verteilten sich die damaligen 22.753 Einwohner auf 10.333 Haushalte. Die Bevölkerungsdichte lag bei 2013,5 Einw./km². 45,2 % der Bevölkerung bezeichneten sich als Weiße, 43,8 % als Afroamerikaner, 0,5 % als Indianer und 2,8 % als Asian Americans. 4,1 % gaben die Angehörigkeit zu einer anderen Ethnie und 3,7 % zu mehreren Ethnien an. 17,2 % der Bevölkerung bestand aus Hispanics oder Latinos.
Im Jahr 2010 lebten in 38,4 % aller Haushalte Kinder unter 18 Jahren sowie 16,5 % aller Haushalte Personen mit mindestens 65 Jahren. 64,7 % der Haushalte waren Familienhaushalte (bestehend aus verheirateten Paaren mit oder ohne Nachkommen bzw. einem Elternteil mit Nachkomme). Die durchschnittliche Größe eines Haushalts lag bei 2,63 Personen und die durchschnittliche Familiengröße bei 3,19 Personen.
30,7 % der Bevölkerung waren jünger als 20 Jahre, 30,7 % waren 20 bis 39 Jahre alt, 26,3 % waren 40 bis 59 Jahre alt und 12,3 % waren mindestens 60 Jahre alt. Das mittlere Alter betrug 32 Jahre. 48,0 % der Bevölkerung waren männlich und 52,0 % weiblich.
Das durchschnittliche Jahreseinkommen lag bei 41.103 $, dabei lebten 21,0 % der Bevölkerung unter der Armutsgrenze.
Im Jahr 2000 war Englisch die Muttersprache von 89,61 % der Bevölkerung und spanisch sprachen 10,39 %.